# 超意神探
《超意神探》（英語：Suspect），前名《零度追蹤》，是2024年香港犯罪動作片，由黃明昇導演，張家輝、張藝上及譚耀文領銜主演，周勵淇及梁永棋主演，唐文龍特別客串。
《超意神探》於2024年4月4日在中國大陸愛奇藝優先上映，香港及澳門於2024年4月25日上映。

## 角色
| 演員   | 角色                        | 介紹                        |
| 張家輝 | 郭文斌                      | 案組总督察，患有超憶症      |
| 張家輝 | 郭文誠                      | 法官，郭文斌的弟弟          |
| 張藝上 | 周美 （粵語配音：鍾明穎）   | 遊戲公司行銷媒體 本片嫌疑人 |
| 譚耀文 | 黃警官                      |                             |
| 周勵淇 | 李慧藍                      | 心理醫生                    |
| 梁永棋 | 凱文 （粵語配音：譚家鏘）   | 遊戲設計師                  |
| 唐文龍 | 詹姆士                      | 學術界地位很高的催眠師      |
| 洪天照 | 馬湯達                      | 重案組警官                  |
| 包文靖 | 楚希                        |                             |
| 姜山   | 劉志偉 （粵語配音：何敬武） | 郭文斌下屬，警察            |
| 王新   | 王哲                        | 兒童福利院創辦人            |
| 王尊   | 彼得                        |                             |
| 林敬剛 |                             | 保鑣                        |
| 李道渝 |                             | 周美父親                    |

## 制作
2022年5月，本片宣布在8月會在中國大陸内地开拍，那時的張家輝已去了北上接受隔離等待拍攝，大概在同年9月殺青。

## 发行
2024年4月23日，本片舉行首映，張家輝透露為了破案，演了六個自己。